# Niuginitrichia kurukut
Niuginitrichia kurukut är en nattsländeart som beskrevs av Wells 1990. Niuginitrichia kurukut ingår i släktet Niuginitrichia och familjen smånattsländor. Inga underarter finns listade i Catalogue of Life.